# 王林鹤
王林鹤（1931年2月—1995年4月25日），浙江宁波人，中华人民共和国政治人物。

## 生平
1947年5月至1949年4月为上海中华科学工程公司学徒。1949年4月至9月，公司解散，待业在家。1949年10月至1952年6月，为上海东方无线电行工人。1952年7月至1961年9月，为上海沪光科学仪器厂技术工人、工程师。1959年11月，加入中国共产党。1961年9月至1965年9月，在上海科学技术大学电机系读书。1965年9月至1966年11月，任上海沪光科学仪器厂工程师、副厂长。文化大革命，被打击下放。1966年11月至1976年12月，为上海沪光科学仪器厂工人。1977年1月至1982年2月，起用，任上海市总工会主席。1982年2月至1984年4月，任上海市生产技术局副局长。1984年4月至1990年9月，任上海市经委副总工程师。1990年9月至1995年4月，担任上海市经委经济科技咨询会成员。1995年4月25日在上海逝世。他还担任中共第十一届中央委员，第十二届中央候补委员。